# Гридягин, Николай Николаевич
Никола́й Никола́евич Гридя́гин (1953 — около 1985) — советский убийца и серийный насильник, совершавший преступления в Кунгуре.

## Биография
Родился в 1953 году в женской колонии, воспитывался там до 5 лет, потом был передан в интернат. В 16 лет он совершил первое преступление: вместе с приятелем они залезли в магазин, украли там продукты, деньги. Гридягин был приговорён к 4 годам лишения свободы. Освободившись, женился, завёл детей, устроился на работу грузчиком-экспедитором.
Первый преступный эпизод закончился неудачей. Девушка, на которую напал Гридягин, была крупного телосложения и оказала серьёзное сопротивление. После этого он стал нападать только на женщин невысокого роста, хрупкого сложения. Все преступления совершал по одной схеме: прятался, поджидая жертву, шёл за женщиной, обгонял её, надевал маску из белой марли, вытаскивал нож и поворачивался назад с требованием отдать деньги. Воспользовавшись шоком жертвы, он обыскивал её, забирал деньги, украшения и совершал изнасилование. Одну из своих жертв, студентку-второкурсницу из пединститута, Екатерину Волкову, Гридягин задушил, когда поблизости появились прохожие, чтобы они не услышали её криков.
Задержали Гридягина в 1983 году на железнодорожной станции из-за странного поведения и наличия бинокля (который, как выяснилось впоследствии, он купил на награбленные деньги), что показалось подозрительным участковому линейного отдела милиции. Уже в участке заметили сходство задержанного с ориентировкой и рисованным портретом разыскиваемого серийного насильника. Сначала Гридягин отрицал свою причастность к преступлениям. Но при обыске у него дома нашли украшения, снятые с жертв, нож и маску из белой марли.
Областной суд по первой инстанции первоначально приговорил Николая Гридягина к 15 годам лишения свободы. Однако последовали массовые обращения в Верховный суд от общественности. Прокуратура тоже направила в Верховный суд протест. В результате приговор был отменён, дело направили на дополнительное расследование. Новый приговор был уже другим: убийцу и серийного насильника осудили к исключительной мере наказания — смертной казни через расстрел. Все прошения о помиловании были отклонены. Приговор был приведён в исполнение.

## В массовой культуре
- Документальный фильм «Кунгурский монстр» из цикла «Следствие вели» (2010)